# Leukoencefalopatia z zanikającą istotą białą
Leukoencefalopatia z zanikającą istotą białą (leukoencefalopatia Kri, ang. leukoencephalopathy with vanishing white matter, VWM disease) – rzadka, uwarunkowana genetycznie choroba neurodegeneracyjna. Choroba rozwija się w wieku dziecięcym (między 3. a 19. rokiem życia), objawiając się epizodami ataksji i spastyczności oraz zaburzeniami świadomości o różnym nasileniu, skojarzonych z banalnymi urazami lub infekcjami. U pacjentów z rozpoznaną chorobą wykryto mutacje w genach kodujących czynnik inicjacji translacji EIF2B: EIF2B1 (OMIM 606686), EIF2B2 (OMIM 606454), EIF2B3 (OMIM 606273), EIF2B4 (OMIM 606687) i EIF2B5 (OMIM 603945).